# Flabeuville
Flabeuville est une ancienne commune française de Meurthe-et-Moselle en région Grand Est. Elle est rattachée à la commune de Colmey depuis 1811.

## Géographie
Flabeuville est situé en bordure de la Chiers, dans le Pays Haut.
La colline qui fait face au village est appelée « le Therme » car on y trouve de nombreuses sources d'eau.

## Toponymie
Anciennes mentions : Flabueville et Flabuevilla (XVe siècle), Flabeville (1485), Flambeville (1514), Flabéville (XVIIe siècle).
En lorrain : Fiaubevelle.

## Histoire
Flabeuville était le siège d'une seigneurie dont la moitié appartenait à l'abbaye de Saint-Hubert, mouvant de la prévôté de Longuyon. La vouerie de ce village appartenait à la baronnie de Cons. Sur le plan religieux, Flabeuville était une cure du diocèse de Trèves dans le doyenné de Longuyon.
Dans la seconde moitié du XVIIIe siècle, ce village dépend de la province du Barrois dans le bailliage de Longuyon.
La commune de Flabeuville est réunie à celle de Colmey par décret du 9 avril 1811,.

## Démographie
| 1793 | 1800 | 1806 |
| ---- | ---- | ---- |
| 159  | 156  | 138  |

## Lieux et monuments
- Église paroissiale Saint-Hubert du XVIe siècle, à la collation du prieuré Saint-Gilles de Dun, dont il subsiste la tour porche en façade ; nef et chœur reconstruits au XVIIIe siècle, éléments défensifs.
- Chapelle Saint-Hubert construite limite XVe siècle/XVIe siècle à l'initiative de l'abbaye Saint-Hubert d'Ardenne, propriétaire de biens à Flabeuville. Partiellement repercée au XVIIIe siècle, ancien ossuaire de Flabeuville, édifice classé au titre des monuments historiques par arrêté du 25 octobre 1990[4].

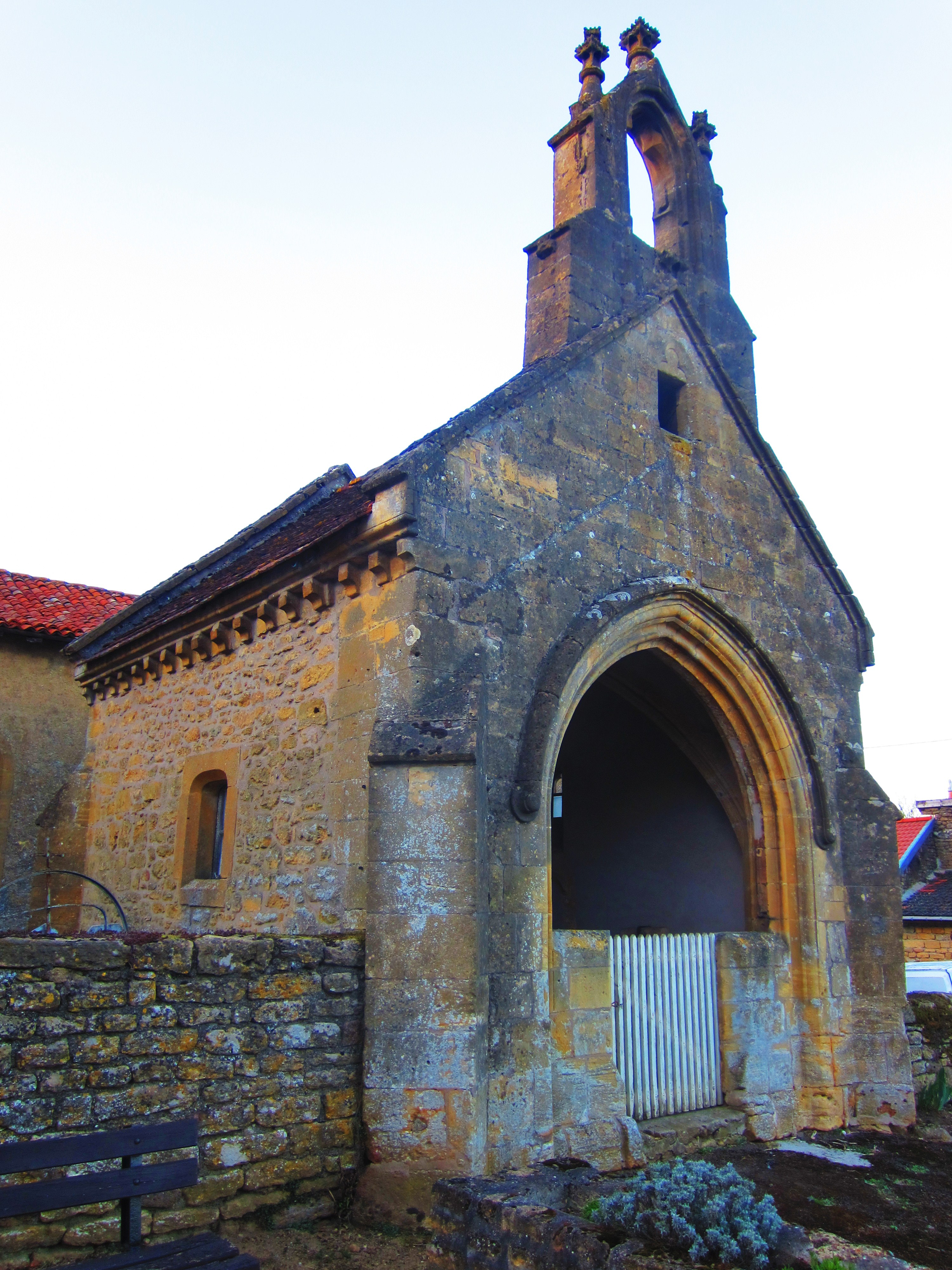
Ancien ossuaire dit chapelle Saint-Hubert.